# Evie van Kerkvoorde
Evie van Kerkvoorde (Deventer, 20 april 2001) is een Nederlands volleybalspeelster. Van Kerkvoorde kwam uit voor Set-Up'65 en Team Eurosped. Sinds 2022 komt ze uit voor Sliedrecht Sport.

## Carrière
Van Kerkvoorde begon met volleyballen bij de lokale volleybalclub Avior in haar geboorteplaats Deventer. Vervolgens kwam ze uit voor Set-Up'65 uit Ootmarsum, waarvoor ze haar debuut maakte in de Eredivisie. Voor Set-Up'65 kwam Van Kerkvoorde twee seizoen uit totdat ze in 2020 overstapte naar Team Eurosped. Van Kerkvoorde speelde drie jaar voor de eredivisionist uit Vroomshoop. In 2023 moest ze gewongen afscheid nemen nadat Team Eurosped ophield met bestaan. In Sliedrecht Sport vond Van Kerkvoorde haar nieuwe club. Met deze club won ze binnen een paar maanden de Nederlandse beker door VV Utrecht in de finale te verslaan. In maart 2024 verlengde Van Kerkvoorde haar contract bij Sliedrecht Sport.

## Awards
Clubverband
- - Nederlandse beker 1×